# 小行星7999
小行星7999（英語：7999 Nesvorny）是一颗围绕太阳公转的小行星。1986年9月11日，愛德華·鮑威爾在可可尼诺县发现了此天体。
这颗小行星的绝对星等为166.5577065560383等。